# 갓파
갓파(일본어: 河童)는 일본의 요괴 전설상의 동물 또는 미확인 동물이다. 표준 일본식 이름인 갓파는 가와(川)에 와바(和波)의 변화형 와바(왓파)가 복합된 가와왓파가 바뀐 것이다. 가와타로(일본어: 河太郎)라고도 한다. 거의 일본 전국에서 전승되며, 그 호칭과 형상도 각 지방에 따라 다르지만, 아쿠타가와 류노스케의 1927년 소설 《갓파》로 인해 지명도가 높아져, 대표적인 호칭이 되었다. 유연으로 세코 등이 있다. 미즈가미(水神) 또는 그 의전(醫典) 또는 그의 임시 모습이라고도 한다. 오니, 텐구와 함께 일본의 요괴 중에서 가장 유명한 것의 하나로 여겨진다. 구체적인 예로는 각지에 남아 있는 가도 신사, 가도즈카(고래총, 도구총과 같다)가 있다.
오이를 좋아한다고 전해진다.

## 외관

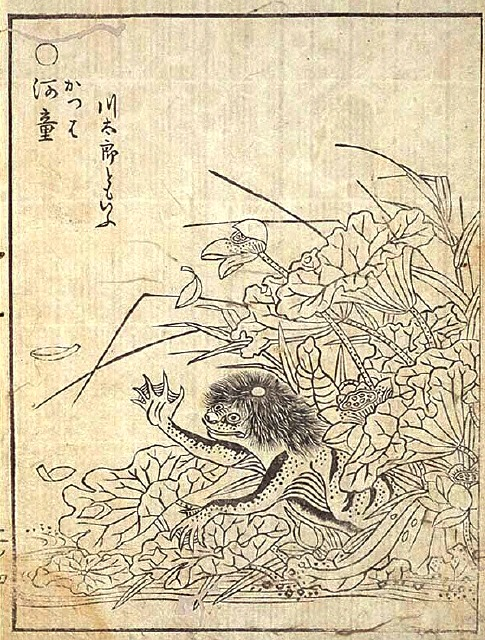
요괴화로 알려진 도리야마 세키엔의 갓파.

체격은 아이와 같은 영장류이고, 뇌에 해당되는 부분에는 물이 고여있는데 물이 말라버리면 갓파는 죽게 된다. 또한 갓파는 인간에게 접근하여 접골술(接骨術)을 전수해줬다고 한다. 온몸은 초록색 또는 빨간색인데 정수리에 접시가 있는 경우가 많다. 접시는 원형의 평활한 무모부로 항상 물에 젖어 있어 접시가 마르거나 깨지면 힘을 잃거나 죽는다고 한다. 입은 짧은 부리이고, 등에는 거북이와 같은 등딱지가 있고, 손발에는 물갈퀴가 있다고 하는 경우가 많으며, 항문이 3개 있다고도 한다. 체취는 비린내가 나며, 모습은 원숭이나 수달의 용도로 표현되기도 한다.
양팔에는 몸 안에서 연결되어 있어 한쪽 팔을 잡아당기면 다른 한쪽 팔이 줄어들어 그대로 빠질 수 있다고 하며, 이는 중국의 원숭이 요괴에서와 마찬가지로 두 팔이 몸 안에서 연결되어 있다는 통비원후의 특징과 공통된다.
18세기 이전의 본초학·박물학서상에서 하동의 이미지는 양서류적이지 않았다. 예를 들어 문안] 원년(1444년]에 성립된 하학집에는 닷(수달)에 성립된 일포사전의 「카와라」항에서는, 강에 사는 원숭이와 닮은 짐승의 일종이라고 설명되어 있다.18세기 중반에 산이 없고 원숭이에게 생소한 에도 사람들에게 수용하기 쉬운 개구리와 자라를 닮은 양서류적인 에도형 갓파의 모델이 탄생하였으며, 19세기에는 출판물을 통해 일본 전국에 전파되어 대체된 로 여겨지고 있다.

### 귀인 형태(거북이 형태)
몸은 비늘로 덮여있고 부리가 있으며, 머리에는 접시를 얹고 있다.머리의 접시가 깨지면 죽거나 힘을 잃어 쇠약해진다. 등에 등딱지가 있고 손발에 물갈퀴가 있다. 그림에서는 엄지가 없거나 파충류상의 손을 한 모습으로 그려지는 경우가 많다. 거북이처럼 네 발로 걷는 그림도 보인다.
그림의 소재가 되는 경우는 많지만 오이를 좋아한다는 것 이외에는 구체적으로 무엇을 했다는 특징도 없다. 일반적인 단발머리의 상상도에 가까운 반면 목격담은 의외로 적다.

### 유인원 형태
온몸이 털로 덮여 있다.입에는 이빨이 있고 코의 조형이 확실하지 않다. 머리에는 홈이 파여 있고, 거기에는 항상 물이 고여 있다. 머리의 물이 마르면 죽거나 쇠약해진다. 손에는 엄지손가락이 있고, 발에는 뒤꿈치가 있다. 스모를 잘해서 사람의 아이와 논다.
카툰 그림의 30% 정도는 원숭이 형이지만, 그 중에는 등의 등딱지가 그려져 있지 않은 것도 있다.
홋카이도의 민투치가 아이누의 오래된 전승밖에 없는 반면, 규슈 본토와 고토 열도, 오키나와 등에서는 근세, 근대의 목격자가 매우 많다.
쇼와 이후의 목격담에 있는 '멀리 보기에는 인간으로 보였다'는 인상에 가깝고, 등딱지를 끈으로 묶은 그림도 많이 보여지므로 등딱지 모양의 도구를 도롱이와 같이 사용하고 있는 인간이라고도 생각할 수 있다. 드물게 등딱지가 아닌 도롱이 같은 것에 등을 덮은 그림도 있다.
규슈에서는 인간의 노래와 낙석, 쓰러진 나무 다이나마이트의 폭파음을 흉내 낸다고 하는 전승이 있다. 갓파가 인간을 흉내낸 노래는 절은 깨끗하나 말은 불분명했다고 한다.

## 행동
갓파가 얽힌 민화나 전승에는 '장난'을 좋아하지만 심한 나쁜 짓은 하지 않는다'거나 '토목공사'를 도운'라거나 '하동을 도운 인간에게 물고기를 선물했다' '[갓파의 묘약 |한편, 물가를 지나가거나 헤엄치거나 하고 있는 사람을 물 속으로 끌어들여, 물에 빠지게 하거나, 엉덩이 구슬/엉덩이 작은 구슬(시리코다마)을 뽑아 죽이거나 하는 나쁜 짓을 하는 묘사도 많다.
엉덩이 구슬이란 인간의 항문 내에 있다고 상상된 가공의 장기로, 하동은 빼낸 엉덩이 구슬을 먹거나 용왕에게 세금으로 납부한다고 한다.라무네병에 마개를 하는 유리구슬 같은 것이 되기도 하며, 엉덩이 구슬을 뽑힌 사람은  얼빠짐]이 된다고 알려져 있다.'하동이 엉덩이 작은 구슬을 뺀다'는 전승은 익사자의 항문괄약근이 이완된 모습이 마치 엉덩이에서 무엇인가를 빼낸 것처럼 보인 데서 유래했다는 설도 있다.인간의 간이 기호 음식이라고도 하는데, 이것도 앞서 말한 바와 마찬가지로 익사자의 모습이 내장을 빼낸 것처럼 보였다는 데서 유래되었다고 한다
스모를 너무 좋아해서 자주 아이를 스모에 초대해 스모에서 진 아이의 엉덩방아를 뽑는다는 전승도 있다. 갓파는 인간 어른보다 힘이 더 세지만, "[불전반]"을 먹은 후에 싸우면 아이라도 지지 않는다"고 한다.또 씨름 전에 절을 하면 하동이도 엎드려 절을 하고, 이로 인해 머리 접시의 물이 흘러넘쳐 힘을 낼 수 없다고도 한다.하동이 스모를 좋아하는 것은 스모가 원래 미즈카미에게 바치는 행사였기 때문이라고도 일컫는다.
좋아하는 음식은 오이, 생선, 과일.이에 덧붙여 오이를 감은초밥을 '갓파마키'라고 부른다. 오이를 좋아하는 것은 갓파 [물신]의 영락한 모습이며, 오이는 첫나루야채로서 물신앙의 제물로 빠뜨릴 수 없었다는 점에서 유래되었다고 한다.
철, 사슴, 뿔, 원숭이를 싫어한다. 갓파는 물에 12시간을 잠수할 수 있지만 원숭이는 24시간 잠수했기 때문에 싸우면 원숭이에게 진다는 민화도 있다. 양치의 잎에서 머리를 쓰다듬으면 인간으로 둔갑할 수 있다고 여겨진다.

## 기원

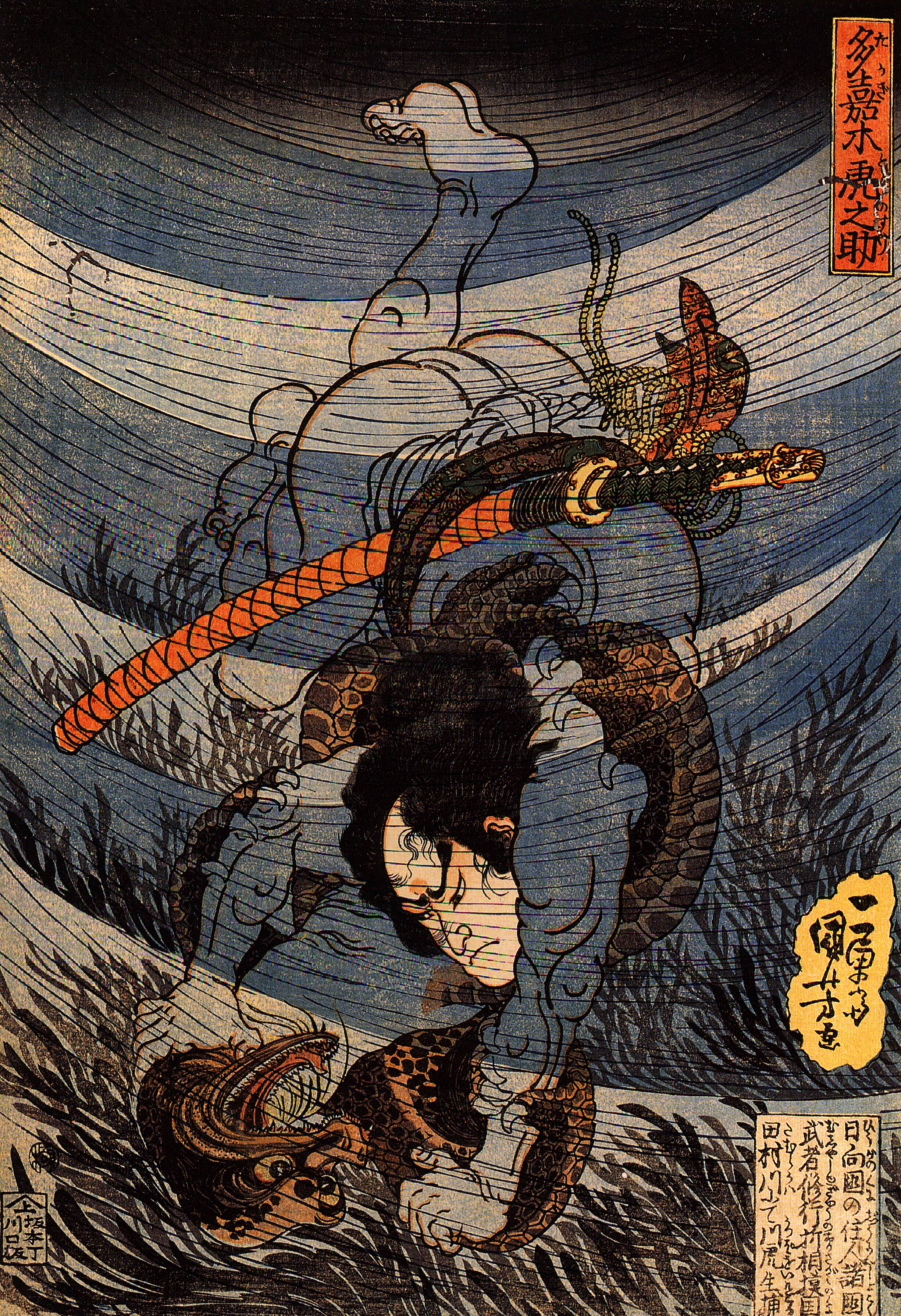
우타가와 구니요시화, 다카기 도라노스케 다무라강에서 갓파를 생포하는 그림

갓파의 유래는 대략적으로 서일본과 동일본으로 나뉘며, 서일본에서는 하백신앙에 이은 대륙으로부터의 도래로 여겨지지만, 동일본에서는 아베 하루아키의 식신, 역소각]의 호법동자 히다의 장인, 좌진고로, 이 만든 인형을 도왔다.양팔이 몸속에서 연결되어 있는 팔을 빼면 반대쪽 팔도 빠졌다고 하는 이야기가 있다. 것은 인형이었기 때문에 밝혀진다.대륙도래의 하동은 원후로 불리며, 그 성질 또한 중국의 '후'와 유사하다.
갓파는 솎아내기된 아이의 사체가 강변에 노출되어 있는 모습이라는 설도 있다. 에도 시대에는 솎아내기는 빈번히 행해졌으며, 다른 아이들이 솎아내는 법을 깨닫지 못하도록 어른이 지어낸 거짓말이라고도 한다.
머리의[접시]에 대해서, 민속학자의 절구 노부오는 '하동의 이야기'에서 접시 등은 음식을 올리기 위한 것으로, 즉 생명력의 상징이라고 하고 있다.밥상 그릇 몇 인분이라고 쓴 종이를 총이나 동, 툇마루 등에 던져 놓으면, 다음날에는 요망대로 식기가 갖추어져 있지만 빌린 수를 갚지 않은 날부터 빌려 주지 않게 되었다는, 「공기 대여 연」등의 호칭으로 알려진 전승에서는, 전해지는 지역에 따라서 임대주가 확실하지 않은 예나 변화하고 있는 예가 많아, 여우나 용궁과 함께, 하동이 그릇도이다.
또한 오리구치는 이키의 전천 저택에서 여자가 우물로 뛰어들어 바닥에 공기가 가라앉아 있다는 이야기도 소개했다.이것에 대해서는, 옛부터 물의 신에게 바치는 며느리 혹은 희생이나, 물과 관련되는 토목 공사에서 여자의 인주가 많이 전승되고 있는 것을 들어 히라도에 전해지는 여하동의 예로, 어느 사무라이에 하녀가 있어 접시를 한 장 떨어뜨려 깨뜨렸으므로 주인이 칼로 베면 바다로 도망쳐, 그 모습을 보면 하동이었다고 한다.
서유기에 나오는 사오정은 일본에서는 종종 단발머리와 비슷한 모습으로 그려진다.이는 일본 독자적인 번안이며 원전에서는 그러한 설정이 없다.
또한 에도 시대에는 갓파에 관한 전문서도 발행되었다. 고가호암이 문정 3년(1820년) 에 정리한 자료집 수호고략과 수호십이품지도, 사카모토 고연, 사카모토 준택  등이 알려져 있다.

## 참고 문헌
- 가가와 마사노부, 국립역사민속박물관, 조코 토오루(편), 2014, '갓파 이미지의 변천', '갓파란 무엇인가:역사박포럼 민속전시의 신구축', 이와타서원 ISBN 978-4-87-294853-0

## 같이 보기
- 갓파쿠와 여름방학을 - 갓파를 소재로 한 영화
- 물요
- 미즈토라
- 메도치
- 네네코
- 토오노 이야기
- 시미즈쿤
- 보자노이
- 반어인
- 카파구
- 일본 3대 요괴